# Johan-fallet
Johan-fallet kallas försvinnandet år 1980 av den då 11-årige Johan Asplund, född 3 augusti 1969. Hans kropp eller kvarlevor har inte återfunnits. Thomas Quick erkände år 1993 att han fört bort och mördat Johan Asplund 1980. Quicks erkännande och hans uppgifter utreddes, och han åtalades inför och fälldes av Sundsvalls tingsrätt för detta 21 juni 2001. Johans föräldrar var målsäganden och hade ett målägarbiträde, Kerstin Koorti, som motsatte sig åtalet och menade att Quicks erkännande var falskt. Föräldrarna drev också i enskilt åtal, mot en annan man, frågan om sonens försvinnande. År 2009 drog Quick tillbaka sitt erkännande och 2012, efter att ha beviljats resning, frikändes han från ansvar för Johans försvinnande och de andra sju morden som han också hade erkänt.

## Händelseförlopp
Den 7 november 1980 försvann 11-årige Johan Asplund från sitt hem i bostadsområdet Bosvedjan i norra Sundsvall. Samma dag skulle Johan hämtas av sin far efter skolan för att tillsammans med en vän åka till dennes bostad i Sollefteå. Klockan 7.45 på morgonen gick modern till jobbet och mellan 7.55 och 8.00 såg ett vittne Johan, stående påklädd utanför ytterdörren. Johan såg då, enligt samma vittne, mycket konfunderad ut. Detta är den sista kända iakttagelsen som gjorts av pojken. Vid 12.30-tiden på eftermiddagen kom Johans mamma hem från arbetet. Då var Johan borta men då klockan inte var så mycket trodde hon att Johan var kvar i skolan. Då fadern kom för att hämta sonen vid 14.30 hade denne fortfarande inte kommit hem. När föräldrarna kontaktade skolan visade det sig att Johan inte kommit till skolan den dagen och ingen hade heller sett honom lämna bostaden. Klockan 15.40 anmäldes Johan Asplund försvunnen hos polisen och han efterlystes även i SR Västernorrland. Man upprättade dessutom stora skallgångskedjor, dock utan att finna pojken.
I maj 2018 begärdes Johan Asplund dödförklarad.

## Misstänkt gärningsman
Tidigt i utredningen fattade polisen misstankar mot en man i familjens bekantskapskrets, Johans tidigare styvfar, för att ha fört bort och dödat Johan. Han hade sedan separationen från Johans mor ett och ett halvt år tidigare visat stor svartsjuka och ska vid flera tillfällen ha hotat att göra mamman illa genom att skada Johan. I utredningen framkom det dessutom att mannen observerats av flera vittnen i sin bil vid ett flertal tillfällen i Bosvedjan under veckorna innan Johan försvann, möjligtvis för att kartlägga pojkens och mammans dagsrutiner. Åklagaren valde dock att inte väcka åtal då han ansåg att bevisningen mot mannen endast utgjordes av indicier. Man saknade kropp, mordvapen, brottsplats och konkreta bevis på att mannen skulle ha befunnit sig i Bosvedjan morgonen då Johan Asplund försvann. Trots att han saknade alibi och trots att flera vittnen ska ha observerat mannens bil i Bosvedjan på morgonen och förmiddagen då Johan försvann kunde utredningen aldrig binda honom till platsen den aktuella dagen. Föräldrarna väckte då enskilt åtal för människorov mot mannen med hjälp av advokat Pelle Svensson. Tingsrätten ansåg det bevisat att den anklagade fört bort Asplund, men inte att han gjort detta i syfte att bringa Asplund om livet. I april 1985 dömdes mannen därför mot sitt nekande av en oenig tingsrätt för olaga frihetsberövande till två års fängelse. Domen överklagades till Hovrätten för Nedre Norrland och advokat Svensson skärpte åtalspunkterna till att även omfatta mord. Hovrätten för nedre Norrland frikände den tilltalade den 9 april 1986. I september samma år ansökte Svensson om prövningstillstånd hos Högsta domstolen, vilket inte beviljades. Pelle Svenssons agerande kritiserades av Göran Elwin i boken Fallet Johan.

## Thomas Quicks erkännanden
Tretton år efter försvinnandet, i mars 1993, erkände Thomas Quick att han mördat Johan Asplund. Det var det första, icke preskriberade, mordet Quick erkände. I mars 2001 väcktes åtal mot Quick av överåklagare Christer van der Kwast. Vid rättegången ifrågasattes Quicks trovärdighet och Asplunds föräldrar ansåg inte att Quick var skyldig till brottet. I juni 2001 dömdes Quick av tingsrätten för mordet och föräldrarna tilldömdes ett skadestånd. 
7 november 2005, 25 år efter Johan Asplunds försvinnande, blev det eventuella mordet preskriberat.
Hösten 2006 lämnade advokat Svensson på föräldrarna Asplunds uppmaning in en inlaga till Justitiekanslern (JK). Den avsåg bland annat Johan-fallet och flera av de andra mordfall där Quick erkänt och efter domstolsprövning dömts. Svenssons syfte var att få en JK-utredning av de tveksamheter som kritiker av Quick-utredningarna uppehållit sig vid under många år. Advokat Svensson framförde också allvarliga anklagelser mot åklagare Christer van der Kwast och polisens utredare. Advokaten hävdade att de begått allvarliga tjänstefel under mordutredningarna. Justitiekansler Göran Lambertz granskade samtliga domar och konstaterade att alla domar varit välgrundade och föregåtts av korrekt utredningsarbete och prövats på sedvanligt vis vid de olika domstolarna.
År 2009 tog Quick tillbaka sitt erkännande i Johan-fallet. Han sökte resning, vilken beviljades av Hovrätten för Nedre Norrland den 18 januari 2012, som beviljade att fallet skulle prövas på nytt. Åklagaren beslöt att den tidigare bevisningen, utan Bergwalls erkännande, var otillräcklig för en ny utredning och åtalet lades ned 14 mars samma år, varför någon omprövning av bevisningen inte genomfördes i tingsrätten som sände den friande domen till Bergwall.